# Cezary Żyromski
Cezary Żyromski (ur. 22 listopada 1938, zm. 2 stycznia 2024 we Wrocławiu) – polski dziennikarz związany z Wrocławiem. 
Karierę dziennikarską rozpoczął jeszcze w latach 50. XX w. czasopismach studenckich, później wieloletni dziennikarz wrocławskiego „Słowa Polskiego”, w ostatnich kilkunastu latach przed przejściem na emeryturę (w 2000 r.) sekretarz redakcji i członek kolegium redakcyjnego tego dziennika.
W ramach współpracy Zrzeszenia Studentów Polskich i SDP działał w Studenckiej Wszechnicy Dziennikarskiej. Od roku 1981 działał w Towarzystwie Społeczno–Kulturalnym Dziennikarzy (był też jego członkiem założycielem). W roku 1985 był wśród członków założycieli Zarządu Dolnośląskiego Towarzystwa Przyjaźni Polsko-Węgierskiej (był jego sekretarzem do roku 1995), ściśle współpracującym z Polskim Stowarzyszeniem Kulturalnym im. Józefa Bema w Budapeszcie. Aktywność na tym polu zaowocowała wydaniem z jego inicjatywy i pod jego redakcją monograficznego numeru kwartalnika „Kultura Dolnośląska” (w 1986) poświęconego kulturalnym, społecznym i historycznym związkom Polski z Węgrami. Współredagował też czasopismo „Głos Buczaczan”, wydawane przez Towarzystwo Miłośników Lwowa i Kresów Południowo-Wschodnich – Oddział Buczacz.
Aktywny działacz stowarzyszeń dziennikarskich: Stowarzyszenia Dziennikarzy Polskich, od 1982 Stowarzyszenia Dziennikarzy RP, w którym w latach 1992–1995 był członkiem zarządu oddziału dolnośląskiego, a w latach 1997–2001 – sędzią Naczelnego Sądu Dziennikarskiego Syndykatu Dziennikarzy Polskich. W latach 2005–2009 redagował witrynę SD RP Dolny Śląsk.
Od roku 1990 do 2007 członek zarządu Spółdzielni Pracy „Słowo Polskie” (od roku 2003 pełnił w niej społecznie funkcję wiceprezesa), której celem było tworzenie miejsc pracy dziennikarzom i pracownikom redakcji, pozostającym bez innego zatrudnienia wskutek przekształceń własnościowych gazet dawnej RSW Prasa.
Laureat II nagrody zespołowej Towarzystwa Miłośników Wrocławia i Ossolineum w Plebiscycie Czytelniczym Dolnośląska Książka Roku za „Konfrontacje Literackie”; otrzymał również (w roku 2015) tytuł „Dziennikarza na med(i)al”. Wyróżniony został również (dwa razy) nagrodą Klubu Dziennikarzy Depeszowych „za szczególne wartości merytoryczne i graficzne stron informacyjnych «Słowa Polskiego»”.